# レモンのような女
『レモンのような女』（レモンのようなおんな）は、1967年5月10日から1967年6月14日にかけて毎週水曜日、午後9時30分から10時30分までTBS系列で放送されていたテレビドラマ。

## 概要
この作品は、四つの制作会社による「競作女優シリーズ」の一環として制作された。主役の岸恵子が各話で異なる役を演じる一話完結であり、第6話のみ全三部のオムニバス形式となっている。主役をそれぞれ原田糸子・原知佐子・岸恵子が演じた。本作は第1話のみカラーで制作されており、第2話から最終第6話まではモノクロ作品となっている。演出陣は、全員が同時期のウルトラマンおよびウルトラセブンにも参加したTBS映画部員たち（当時）で占められている。
- ソフト化については、DVDがデックスエンタテインメントから過去に発売されている。

## スタッフ
- プロデューサー：岡本良介、小野沢寛
- 脚本：田波靖男、泉大八、田村孟、高橋玄洋、佐々木守、山田洋次、細谷圭、円谷一
- 撮影：秋元茂、工藤貞夫、中溝勇雄
- 照明：関川次郎、山形邦夫
- 美術：朝生治男
- 録音：桑原雄一
- 音楽：冬木透
- 演奏：アンサンブルセール
- 編集：鹿島秀男、神島帰美
- 助監督：上野英隆、安井治、泉水剛
- 制作担当：大曲暎一、川口倫二
- 舞台装置：美建興業株式会社
- 現像：東洋現像所、東京テレビ映画社
- 録音所：三栄スタジオ
- 衣裳デザイン：望月富士子
- 協力：横浜信濃屋
- 監督：円谷一、実相寺昭雄、飯島敏宏
- 制作：国際放映、TBS

## 放送リスト
- 製作：国際放映、TBS
- 放送局：TBS系列
- 放送期間：1967年5月10日 - 1967年6月14日
- 放送時間：毎週水曜日、21：30 - 22：30
- 放送回数：全6回（全8話）
- 放送形式：カラー（1話）、モノクロ（2話以降）

| 話数 | 放送日         | サブタイトル                       | 脚本            | 監督       | 主演     | 主なゲスト                                                               | 備考                             |
| ---- | -------------- | ---------------------------------- | --------------- | ---------- | -------- | ------------------------------------------------------------------------ | -------------------------------- |
| 1    | 1967年 5月10日 | 離婚結婚                           | 田波靖男        | 円谷一     | 岸恵子   | 入川保則、池部良、津島恵子、久松保夫、霧立はるみ、高木均                 | カラー作品                       |
| 2    | 5月17日        | 私は私 ―アクチュアルな女―より      | 泉大八          | 実相寺昭雄 | 岸恵子   | 高橋幸治、岩本多代、戸浦六宏、浜村純、藤田進、金井大、田中明夫           | 原作：泉大八『アクチュアルな女』 |
| 3    | 5月24日        | 燕がえしのサヨコ                   | 田村孟          | 実相寺昭雄 | 岸恵子   | なべおさみ、伊丹十三、木ノ実ナナ、原保美、戸川昌子（特別出演）、義那道夫 |                                  |
| 4    | 5月31日        | 土の館                             | 高橋玄洋        | 円谷一     | 岸恵子   | 杉裕之、岡田英次、竜崎一郎、上田忠好、小林昭二、有馬昌彦                 |                                  |
| 5    | 6月7日         | 夏の香り                           | 佐々木守        | 実相寺昭雄 | 岸恵子   | 石立鉄男、渡辺文雄、小松方正、観世栄夫、樋浦勉、林寛子、和久井節緒       |                                  |
| 6-1  | 6月14日        | そばとオハジキ                     | 佐々木守        | 実相寺昭雄 | 原田糸子 | 斎藤憐、進藤和子、林昭夫、地井武男                                       | 3エピソードのオムニバス構成      |
| 6-2  | 6月14日        | もしもその時雨が降っていなかったら | 山田洋次 細谷圭 | 飯島敏宏   | 原知佐子 | 垂水悟郎、脇田久、小林麻由里                                             | 3エピソードのオムニバス構成      |
| 6-3  | 6月14日        | 熱帯魚                             | 円谷一          | 円谷一     | 岸恵子   | 岡田真澄、奈美悦子、増田順司、穂積隆信、宮部昭夫                         | 3エピソードのオムニバス構成      |